# Toxopsiella lawrencei
Toxopsiella lawrencei är en spindelart som beskrevs av Forster 1964. Toxopsiella lawrencei ingår i släktet Toxopsiella och familjen Cycloctenidae. Inga underarter finns listade i Catalogue of Life.